# Juegos prohibidos (película)
Juegos prohibidos (Título original: Jeux interdits) es una película francesa de 1952 dirigida por René Clément. La obra está basada en la novela homónima de François Boyer y cuenta la historia de dos niños durante la Segunda Guerra Mundial que afrontan jugando los horrores de la guerra y la muerte de sus seres queridos. La película recibió numerosos premios, entre ellos el León de Oro y el Óscar a la mejor película de habla no inglesa.

## Trama
Las provincias francesas en 1940, durante la Segunda Guerra Mundial: mientras huye de los alemanes que invadieron la región durante la Batalla de Francia, Paulette, de cinco años, de París, tiene que presenciar cómo sus padres y su pequeño perro Jock mueren durante un ataque aéreo. Con el perro muerto en sus brazos, Paulette deambula sola por la desconocida zona rural hasta que conoce a Michel Dollé, el hijo de once años del granjero. Michel la lleva a la granja de sus padres, donde es recibida hospitalariamente. Allí encuentra un nuevo hogar, se hace amiga de Michel y, a través de él, conoce la cultura de la región influenciada por la religión, que inicialmente le es ajena como niña de la ciudad.
Cuando el hermano mayor de Michel, Georges, muere como resultado de la patada de un caballo (la que a su vez fue provocada por el ruido de los ataques aéreos alemanes), los dos niños desarrollan su método propio para aceptar la experiencia de la muerte: Paulette quiere enterrar a Jock de manera ceremonial y encuentra un buen lugar en un molino abandonado. Allí, Michel crea poco a poco un extenso cementerio donde entierra animales muertos para que Jock no se sienta solo. Dado que Paulette quiere además las cruces correspondientes, primero las roba del coche fúnebre preparado para Georges, luego intenta robar la cruz del altar mayor de la iglesia, y finalmente él y Paulette roban 14 cruces del cementerio en una aventura nocturna.
Cuando se da descubre el robo, Michel primero dirige las sospechas a los vecinos: las familias Dollé y Gouard han sido enemigas durante años, razón por la cual el hijo de Gouard, Francis, que desertó del ejército, y la hija de Dollé, Berthe, tienen que mantener su romance en secreto. Michel había confesado sus primeros robos al sacerdote, y cuando deviene una seria discusión en el cementerio entre los padres de familia, Dollé y Gouard, el sacerdote puede aclarar la desaparición de las cruces. Michel, sin embargo, se niega a revelar para qué usó las cruces y dónde están.
Cuando Paulette está a punto de ser llevada, en contra de su voluntad, por la gendarmería a un orfanato, Michel accede a decirle a su padre dónde están las cruces, si él le promete a cambio que Paulette podrá quedarse con ellos. El padre, sin embargo, no cumple su palabra y Paulette es llevada a un centro de la Cruz Roja. Michel, enfurecido, va corriendo al molino, destruye las cruces y las arroja al arroyo para que su padre no pueda recuperarlas.
Al final, se ve a Paulette dando vueltas en un centro de la Cruz Roja atestado de gente, llamando desesperadamente a Michel y a su madre.

## Reparto
| - Georges Poujouly: Michel Dollé - Brigitte Fossey: Paulette - Lucien Hubert: Joseph Dollé, el padre - Laurence Badie: Berthe Dollé - Amédée: Francis Gouard, el hijo de los vecinos, amado por Berthe - Suzanne Courtal: madame Dollé, la madre - Jacques Marin: Georges Dollé, el hijo mayor - Marcel Mérovée (acreditado como Pierre Merovée): Raymond Dollé, el hijo reformado - Louis Saintève: el sacerdote - André Wasley: monsieur Gouard, el vecino - Madeleine Barbulée: hermana en la Cruz Roja - Violette Monnier: Renée Dollé, la hija menor - Denise Perronne: Jeanne Gouard - Fernande Roy: la niña Gouard | - Actores sin créditos: - André Enard: el primer gendarme - Marcelle Feuillade: la madre de Paulette - Roger Fossey: el padre de Paulette - Louis Herbert - Bernard Musson: el segundo gendarme - Annie Ravel: un primo de Georges de luto - Georges Sauval: el conductor del carro - Maud Slover: une dama en el centro de refugiados - Janine Zorelli: anciana en el carro |

## Antecedentes

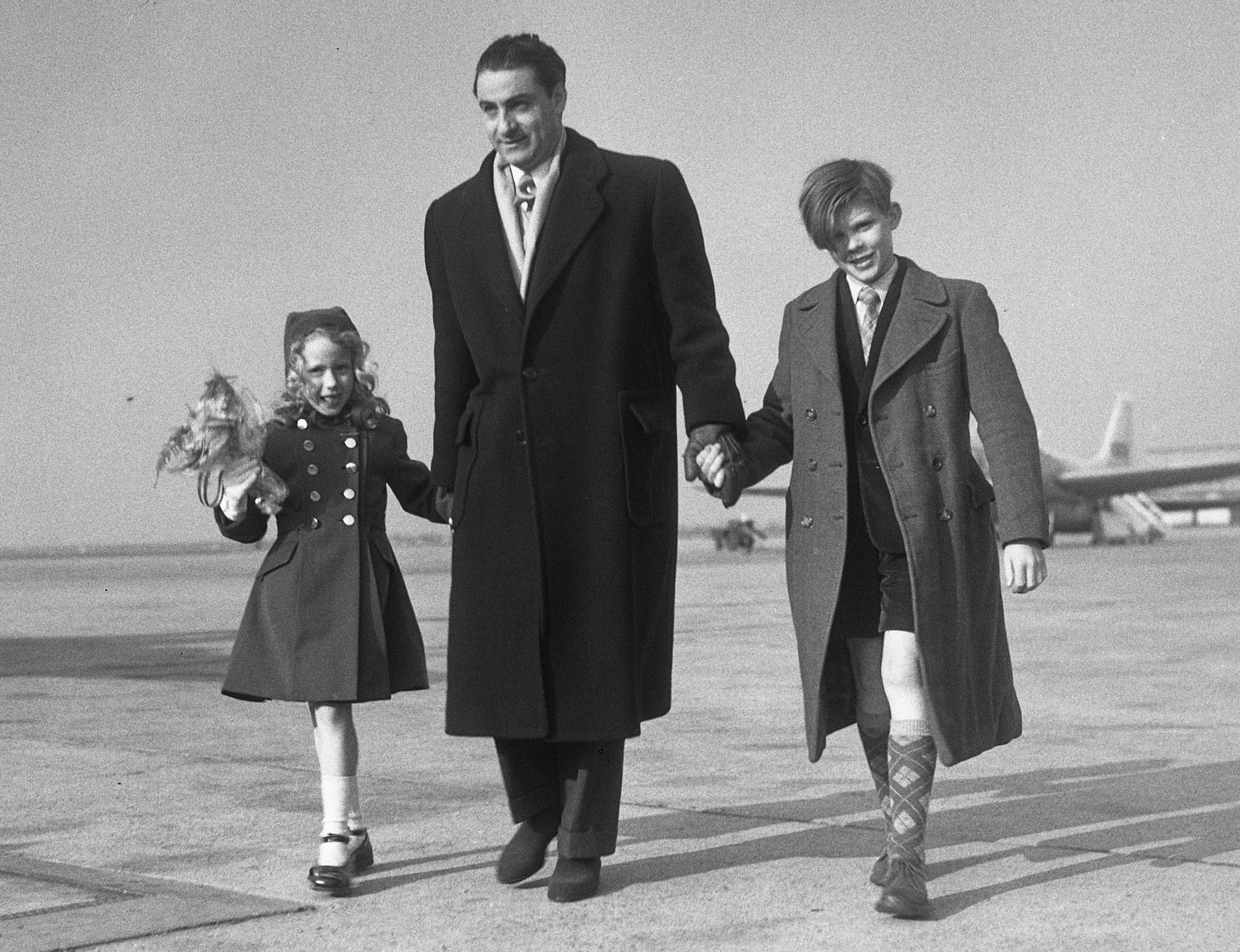
El director Clément en 1953 con sus dos actores principales en un aeropuerto holandés

La película está basada en la novela Juegos prohibidos de François Boyer . Inicialmente había escrito un guion, pero no pudo encontrar un productor para la realización de la película, ya que el tema del sufrimiento de los niños durante la guerra se consideró demasiado oscuro y arriesgado en ese momento. René Clément también estaba interesado, pero tuvo que renunciar inicialmente por motivos económicos. Las notas del archivo del director muestran que ya estaba trabajando en una adaptación cinematográfica de la historia de Boyer en la primavera de 1947. Mientras tanto, Boyer escribió la historia como una novela, que finalmente se publicó en 1947 y, aunque fue ignorada en Francia, se convirtió sorpresivamente en un éxito de ventas en los Estados Unidos.  El éxito del libro hizo posible que Clément asumiera la dirección y se lograra financiar el proyecto.
René Clément quería inicialmente hacer un largometraje que constaría de tres cortometrajes, de los cuales el segundo se basaría en la historia de Boyer sobre los dos niños en la guerra. Algunos de los amigos del director, incluido Jacques Tati, sugirieron desde el principio que la trama proporcionaría un buen material para un largometraje. A pesar de ello, Clément inicialmente rodó la película como cortometraje durante las vacaciones de verano, ya que los padres de Brigitte Fossey insistieron en que su hija no debería faltar a ninguna clase en la escuela. Finalmente el proyecto se convirtió en un largometraje cuando el productor Robert Dorfmann se endeudó y solo pudo sobrevivir apostando con suerte en Monte Carlo. Dado que un largometraje era más barato y comercialmente más prometedor que tres cortometrajes en esta situación de emergencia financiera, Dorfmann decidió con Clément que se filmaran escenas adicionales y que Juegos prohibidos se estrenara como un largometraje independiente. Puesto que la filmación se interrumpió durante medio año y solo se reanudó durante las próximas vacaciones de Semana Santa, Fossey ya no entraba en su vestido original cuando se reanudó el rodaje. Para Brigitte Fossey Juegos prohibidos fue su debut cinematográfico, sus padres también encarnaron a sus padres cinematográficos en las escenas iniciales, quienes mueren en el ataque aéreo.
El guitarrista y compositor español Narciso Yepes estuvo a cargo de la música de la película. Para el tema principal arregló la conocida melodía de guitarra Romanza española (anónimo), de quien se veía como su compositor y cuya partitura publicó bajo su nombre. En retrospectiva, se debe reconocer que Yepes hizo famosa mundialmente la pieza de guitarra con su arreglo, pero los primeros manuscritos con la melodía datan de finales del siglo XIX. Siegfried Behrend publicó el solo de guitarra, a menudo citado como Romance español, en 1965 bajo el título Burgalesa ("de una vieja melodía española de Burgos").
Juegos prohibidos pareció ser un fracaso al principio: luego de que las películas anteriores de Clément, como La batalla del riel, fueran aclamadas por la crítica, se esperaba que la película se proyectara en competencia en el Festival de Cine de Cannes de 1952. Sin embargo, la obra no fue admitida a la competencia y solo se proyectó al margen del festival de cine, donde los críticos la descubrieron y criticaron que no hubiera sido aceptada en la competencia. A partir de allí comenzó el éxito de la película. Para hacerla más tolerable para los espectadores, Clement filmó una breve historia de fondo, con la que él mismo no estaba satisfecho. En esta, Poujouly y Fossey se sientan como niños pudientes sobre el tronco de un árbol cerca de un lago y el niño le lee la historia de guerra a la niña, que constituye la parte principal de la película. En la escena final de la historia de fondo, el personaje de Poujouly consuela a la niña.  La película también se proyectó con la historia de fondo en los cines alemanes en 1953, pero en los lanzamientos de DVD y Blu-ray actuales ya no está integrada en la película, sino solo disponible en los extras.

## Recepción
La película fue un gran éxito de crítica cuando se proyectó en Cannes y Venecia. Bosley Crowther escribió para el New York Times el 9. diciembre de 1952 que las voces jubilosas de los críticos de la película también se habían hecho notar en los Estados Unidos. Crowther comparó Juegos prohibidos con La gran ilusión de Jean Renoir, ambas películas retratan acontecimientos memorables de las guerras mundiales. A partir de "elementos simples y humildes", el director Clément elaboró una poderosa historia que combina con elegancia las "tiernas y desgarradoras escenas de afecto" entre los niños con momentos de "comedia macabra y realista". Crowther elogió las actuaciones de todos los actores en los papeles más importantes. Sin embargo, la opinión contemporánea no estaba del todo unida, como lo demuestra, por ejemplo, Die Zeit del 28 de mayo de 1953 molesto porque "obliga a estrellas de cine infantiles menores de edad a papeles perversos". A algunos críticos también les molestó la imagen supuestamente negativa de la población rural.
En el cine francés influenciado por la crítica cinematográfica de la Nouvelle vague la película fue menos apreciada, ya que para muchos Clément era un representante del cine tradicional. En Francia, se vendieron 4.910.835 entradas,  la película fur el mayor éxito de taquilla en 1952.
Jochen Kürten escribió en 2012 para la Deutsche Welle: "Estos duros juicios también derribaron muchas obras cinematográficas que no lo merecían. En Alemania en ese momento, la gente habría estado feliz con películas como Juegos prohibidos. Ya los primeros diez minutos, que muestran cómo Paulette, de cinco años, pierde a sus padres en un ataque aéreo alemán, son un gran cine: melodramático y sentimental, pero también veraz y conmovedor." 
La película tiene una buena reputación en la crítica actual, en el portal de críticos estadounidense Rotten Tomatoes, las calificaciones son positivas. 
El Lexikon des internationalen Films considera que se trata de "Una película desgarradora que muestra implacablemente la crueldad y la irreflexión de la vida cotidiana en la estilización e idealización de un mundo infantil 'intacto'. Al mismo tiempo, lamenta con urgencia la pérdida de la inocencia provocada por la guerra y denuncia con vehemencia comportamientos pseudorreligiosos." 
Décadas después de su estreno, David Ehrenstein calificó la película como "profundamente conmovedora" y escribió: "La de Fossey es sencillamente una de las actuaciones más extrañas jamás intentadas por una joven. La sensibilidad de Clément sin duda explica gran parte de lo que vemos aquí, pero el resto es claramente de Fossey".
Roger Ebert agregó la película a su colección Great Movies en 2005, escribiendo: "Películas como 'Juegos prohibidos' de Clement no pueden funcionar a menos que se les permita ser completamente simples, sin engaños, transparentes. A pesar de las escenas que he descrito, nunca es un lacrimógena. No trata de crear emociones, sino de observarlas".

## Premios
La película ganó el León de Oro del Festival Internacional de Cine de Venecia de 1952 y el Premio del Círculo de Críticos de Cine de Nueva York a la Mejor Película en Lengua Extranjera. Le siguió un premio honorífico a la mejor película en lengua extranjera en los Óscar de 1953, y al año siguiente hubo otra nominación al Óscar para el guionista François Boyer. En los Premios de la Academia de Cine Británica ganó el premio a la Mejor Película en 1954, seguido ese mismo año por el premio danés Bodil en la categoría de Mejor Película Europea. En Japón, el trabajo de Clément recibió el premio Kinema Jumpō de 1954 y el premio Blue Ribbon a la mejor película extranjera.